# Монтуан
Монтуан (англ. Montuan) —  сорт яблук. Розповсюджений в Україні, Польщі, Молдові, Чехії та інших країнах.

## Характеристика сорту
Осінній сорт, яблука жовтого кольору з червонуватими боками, іноді із зеленуватим відтінком, солодкі, з напів-твердих сортів, соковиті.

## Галерея

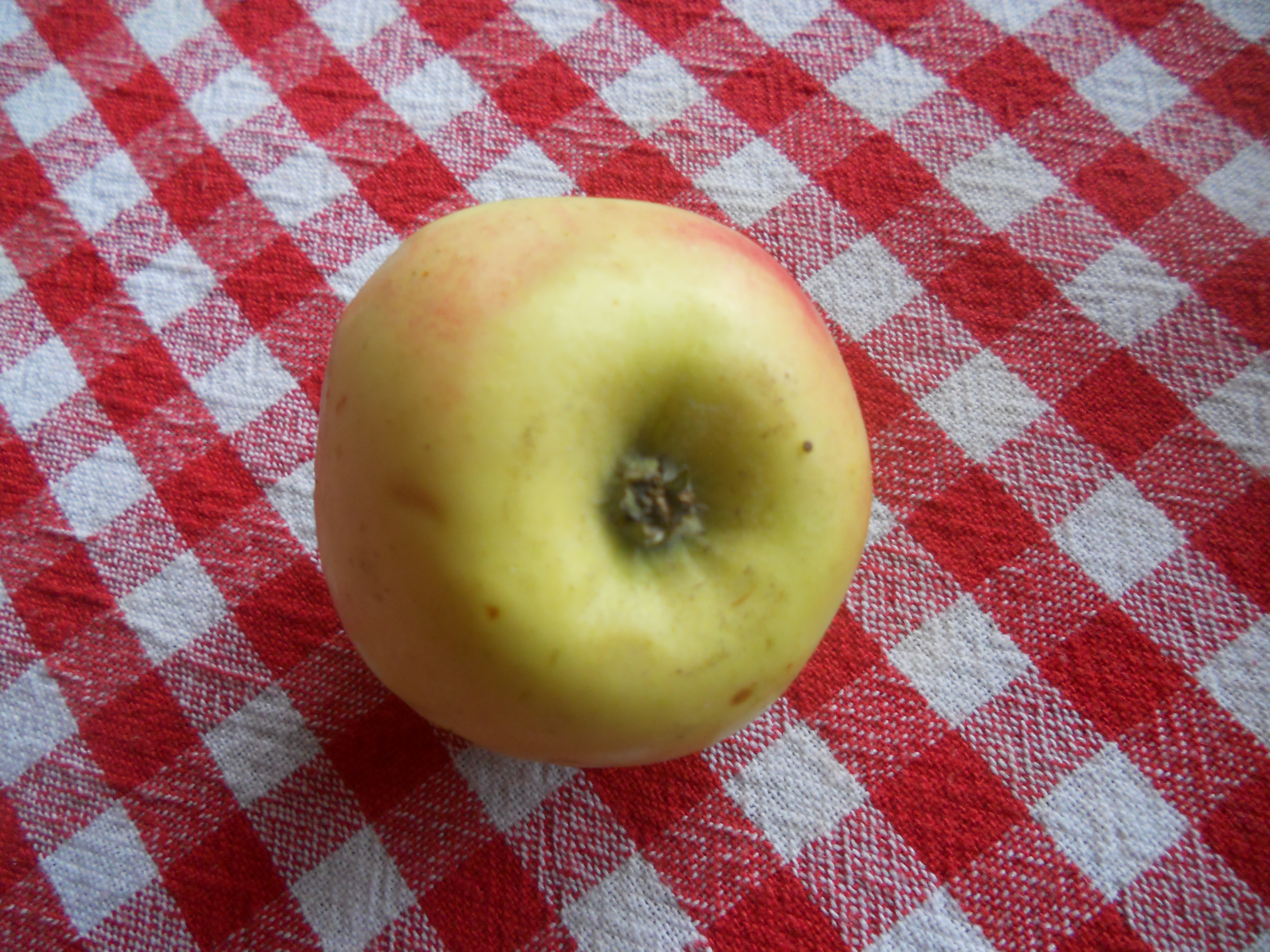
яблуко (Київ, 2015)
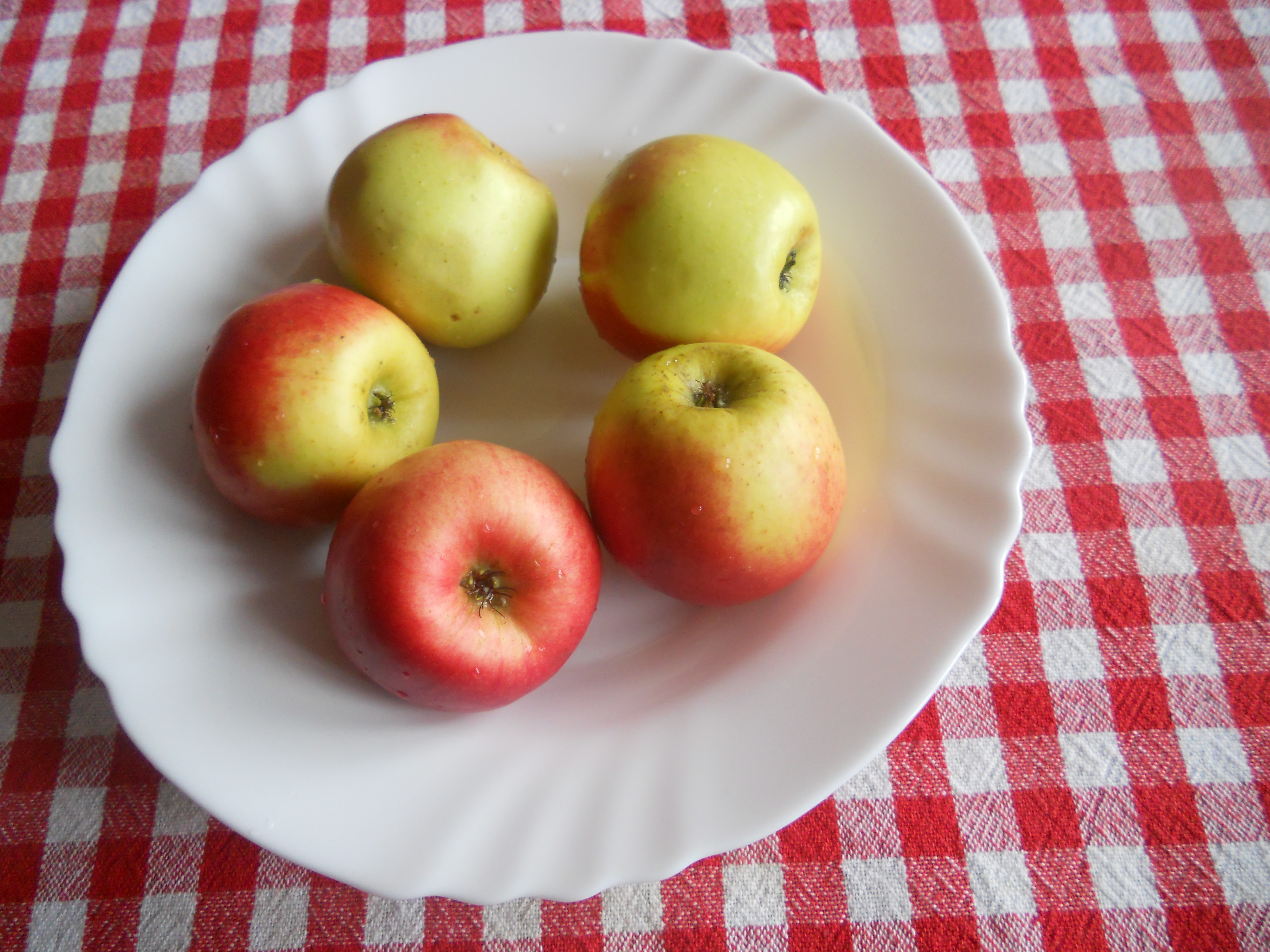
яблуко (Київ, 2015)